# Ptericoptus dorsalis
Ptericoptus dorsalis là một loài bọ cánh cứng trong họ Cerambycidae.